# Biljett till äventyret
Biljett till äventyret, även kallad Botte i farten, är en finländsk-svensk film från 1945 med regi och manus av Gösta Rodin. I rollerna ses bland andra John Botvid, Marianne Aminoff, Åke Engfeldt och Barbro Flodquist.

## Om filmen
Filmens förlaga var den finska filmen Matkalla seikkailuun, regisserad av Yrjö Norta, och som spelades in samtidigt som den svenska. Flera av skådespelarna medverkade i båda filmerna. Den svenska filmen spelades in under maj och juni 1945 i Helsingfors och Björneborg i Finland med Felix Forsman som fotograf. Filmen premiärvisades den 21 juli 1945 på biograf Roxy i Örebro. Distributionen togs senare över av Frejafilm och i samband med detta döptes filmen om till Botte i farten och under det namnet hade den Stockholmspremiär den 15 oktober 1951.

## Handling
Ingenjör Hellner har uppfunnit ett medel som ger evig ungdom. Han ger ett prov av medlet till chefen för det kemiska företag på vilket han arbetar som i sin tur skickar medlet vidare till Helsingfors. Väl där försöker ett gangstergäng lägga beslag på medelet, men misslyckas.

## Rollista
- John Botvid – Fredrik Lundström, kassör
- Marianne Aminoff – Ingrid Borg, laboratorieassistent
- Åke Engfeldt – Bertil Ahlberg, kontorist
- Barbro Flodquist – Vera Möller, kontorist
- Runar Schauman – direktör Robert Bernson för Svensk-finska Kemiska AB
- Sven Relander – ingenjör Krister Hellner, chef för Svensk-finska Kemiska AB:s laboratorium
- Ture Ara – Werner
- Åke Egnell – Manne Möller, Veras bror
- Erik Fröling – Jönsson, kontorist
- Olga Tengström – Tyra Lundström, telefonist, Fredriks kusin
- Sven Ehrström	– Strömberg, revisor
- Edvin Ingberg	– poliskommissarien
- Eero Leväluoma – Jocke, Mannes medhjälpare
- Bert Sorbon – hotellpojken
- Emil Vinermo – stationskarl på Centralen i Nordskog
- Lennart Vaikonpää – mannen i fönstret

### Fotnoter
1. 1 2 3  ”Biljett till äventyret”. Svensk Filmdatabas. http://sfi.se/sv/svensk-filmdatabas/Item/?itemid=4104&type=MOVIE&iv=Titles&ref=/templates/SwedishFilmSearchResult.aspx?id%3d1225%26epslanguage%3dsv%26searchword%3dbotte+i+farten%26type%3dMovieTitle%26match%3dBegin%26page%3d1%26prom%3dFalse. Läst 17 april 2013.